# Dmitrij Ryłow
Dmitrij Wadimowicz Ryłow, ros. Дмитрий Вадимович Рылов (ur. 7 września 2001 w Kirowie) – rosyjski łyżwiarz figurowy, startujący w parach sportowych z Apollinariją Panfiłową. Mistrz (2020) i wicemistrz świata juniorów (2019), zwycięzca (2019), srebrny (2017) i brązowy (2018) medalista finału Junior Grand Prix, złoty medalista zimowych igrzysk olimpijskich młodzieży (2020) oraz brązowy medalista mistrzostw Rosji juniorów (2019).

## Osiągnięcia
Z Apollinariją Panfiłową
| Zawody                                | 17–18          | 18–19          | 19–20          | 20–21          |                |                |                |                |                |                |                |                |                |                |                |                |                |
| Międzynarodowe                        | Międzynarodowe | Międzynarodowe | Międzynarodowe | Międzynarodowe | Międzynarodowe | Międzynarodowe | Międzynarodowe | Międzynarodowe | Międzynarodowe | Międzynarodowe | Międzynarodowe | Międzynarodowe | Międzynarodowe | Międzynarodowe | Międzynarodowe | Międzynarodowe | Międzynarodowe |
| ------------------------------------- | -------------- | -------------- | -------------- | -------------- | -------------- | -------------- | -------------- | -------------- | -------------- | -------------- | -------------- | -------------- | -------------- | -------------- | -------------- | -------------- | -------------- |
| GP Rostelecom Cup                     |                |                |                | 3              |                |                |                |                |                |                |                |                |                |                |                |                |                |
| Międzynarodowe: Kategorie młodzieżowe |                |                |                |                |                |                |                |                |                |                |                |                |                |                |                |                |                |
| Mistrzostwa świata juniorów           |                | 2              | 1              |                |                |                |                |                |                |                |                |                |                |                |                |                |                |
| JGP Finał                             | 2              | 3              | 1              |                |                |                |                |                |                |                |                |                |                |                |                |                |                |
| JGP na Białorusi                      | 3              |                |                |                |                |                |                |                |                |                |                |                |                |                |                |                |                |
| JGP w Kanadzie                        |                | 2              |                |                |                |                |                |                |                |                |                |                |                |                |                |                |                |
| JGP na Łotwie                         | 1              |                |                |                |                |                |                |                |                |                |                |                |                |                |                |                |                |
| JGP na Słowacji                       |                | 2              |                |                |                |                |                |                |                |                |                |                |                |                |                |                |                |
| JGP w Polsce                          |                |                | 1              |                |                |                |                |                |                |                |                |                |                |                |                |                |                |
| JGP w Stanach Zjednoczonych           |                |                | 1              |                |                |                |                |                |                |                |                |                |                |                |                |                |                |
| Volvo Open Cup                        |                |                | 1              |                |                |                |                |                |                |                |                |                |                |                |                |                |                |
| Zimowe igrzyska olimpijskie młodzieży |                |                | 1              |                |                |                |                |                |                |                |                |                |                |                |                |                |                |
| Krajowe                               |                |                |                |                |                |                |                |                |                |                |                |                |                |                |                |                |                |
| Mistrzostwa Rosji                     | 8              | 7              | 6              | 5              |                |                |                |                |                |                |                |                |                |                |                |                |                |
| Mistrzostwa Rosji juniorów            | 7              | 3              |                |                |                |                |                |                |                |                |                |                |                |                |                |                |                |
| Zawody drużynowe                      |                |                |                |                |                |                |                |                |                |                |                |                |                |                |                |                |                |
| Zimowe igrzyska olimpijskie młodzieży |                |                | 6 T 1 P        |                |                |                |                |                |                |                |                |                |                |                |                |                |                |